# Outremécourt
Outremécourt é uma comuna francesa na região administrativa de Grande Leste, no departamento de Haute-Marne. Estende-se por uma área de 9,1 km². Em 2010 a comuna tinha 91 habitantes (densidade: 10 hab./km²).